# Sven Lawski
Sven Jan Kasimir Wladislaw Lawski, född 1 september 1884 i Norrköping, död 14 februari 1963 i Stockholm, var en svensk jurist. Han var bror till Lars Lawski.
Sven Lawski var son till konsthandlaren Jean Lawski. Hans avlade juris kandidatexamen vid Uppsala universitet 1907. Han blev assessor i Göta hovrätt 1915, tillförordnad revisionssekreterare 1916, fiskal i Göta hovrätt 1917, hovrättsråd där 1920 och revisionssekreterare 1923. Lawski var justitieråd 1930–1948 och ordförande i likvidationsnämnden 1950–1956. Han var sakkunnig i justitiedepartementet för behandling av konkurslagstiftningsfrågor 1917 och 1920, för behandling av frågor om så kallad manifestation 1920, i finansdepartementet för behandling av sparbankslagstiftningsfrågor 1920, i jordbruksdepartementet för behandling av fastighetskreditfrågor 1921 samt i socialdepartementet för behandling av frågor om omorganisation av polisväsendet 1922 och 1924. Lawski var ordförande för normalpolisinstruktionssakkunnige och för polisuniformsakkunnige 1925 samt ordförande för 1926 års sinnessjuksakkunnige och för 1926 års lasarettsstadgesakkunnige. Bland hans skrifter märks Konkurs- och ackordslagarna (1922, 3:e upplagan 1947), avdelningen "Konkursrätt" i Lärobok i rättskunskap för blivande landsfiskaler (1923, 2:a upplagan 1927) och Lagen om vissa av landsting eller kommun drivna sjukhus (1929). Därtill kommer ett antal uppsatser med mera. Lawski blev riddare av Nordstjärneorden 1922 och kommendör med stora korset 1939. Han är gravsatt i Norra krematoriet på Norra begravningsplatsen utanför Stockholm.